# 1865 год в автомобилестроении
Список событий в автомобилестроении в 1865 году.

## События

### Январь
- 3 (15) — в Бердянске родился Борис Григорьевич Луцкий (1865—1943), российский и немецкий изобретатель и конструктор двигателей, автомобилей, самолётов и судов. В 1901 году привёз в Россию первый грузовик, в создании которого принимал участие. Годом позже этот автомобиль был показан Николаю II[1].

Борис Григорьевич Луцкий

### Май
- 6 —  родился Джон Уолтер Кристи (1865—1944),[2]  американский инженер и изобретатель, разработавший подвеску Кристи, которая применялась на советском танке Т-34.

### Июль
- 5 — парламент Великобритании принял «Закон о дальнейшем регулировании использования локомотивов на магистралях и других дорогах в сельскохозяйственных и иных целях». В пункте 3 этого закона было записано: — «… одно из таких лиц (нанятых для управления локомотивом), пока любой локомотив находится в движении, должно идти впереди такого локомотива не менее чем на 60 ярдов (55 м), нести постоянно поднятый красный флаг и предупреждать всадников и погонщиков лошадей о приближении такого локомотива»[3].

### Сентябрь
- 27 — родился Вацлав Лаурин (1865—1930),[4] чешский автомобильный конструктор и предприниматель, один из основателей компании «Laurin & Klement», которая после ряда преобразований превратилась в современную «Škoda Auto».